# John Thomas and Lady Jane
 (mars 2009).
Si vous disposez d'ouvrages ou d'articles de référence ou si vous connaissez des sites web de qualité traitant du thème abordé ici, merci de compléter l'article en donnant les références utiles à sa vérifiabilité et en les liant à la section « Notes et références ».
John Thomas and Lady Jane (traduit en français par Lady Chatterley et l'Homme des bois) est un roman du Britannique D. H. Lawrence écrit en 1927 et jamais publié du vivant de l'auteur, et qui ne fut publié qu'en 1958 chez Mondadori (Italie).
Il s'agit de la deuxième des trois versions du roman L'Amant de lady Chatterley (Lady Chatterley's Lover), il s'en distingue par l'absence de scènes crues et plusieurs variations, notamment à la fin.
Moins connu que la version définitive, sous le titre Lady Chatterley et l'Homme des bois, il sert de base scénaristique à la mini-série télévisée (en) britannique de Ken Russell diffusée en 1993 et à l’adaptation cinématographique française de Pascale Ferran sortie en 2006.